# Migdolus thulanus
Migdolus thulanus là một loài bọ cánh cứng trong họ Cerambycidae.